# Marston-Gletscher
Der Marston-Gletscher ist ein Gletscher an der Scott-Küste des ostantarktischen Viktorialands. Er fließt vom Mount Marston und dem Doublefinger Peak in östlicher Richtung und mündet zwischen dem Dreikanter Head und dem Kar-Plateau in den Granite Harbor. 
Die neuseeländische Landvermessungsgruppe der Commonwealth Trans-Antarctic Expedition (1955–1958) bestieg den Gletscher im Jahr 1957 auf dem Weg zum gleichnamigen Berg. Beide geographischen Objekte sind nach dem britischen Maler und Grafiker George Marston (1882–1940) benannt, Teilnehmer an der jeweils vom britischen Polarforscher Ernest Shackleton geleiteten Nimrod-Expedition (1907–1909) und der Endurance-Expedition (1914–1917).